# Volta a Cataluña 1971
La Volta a Cataluña 1971 fue la 51.ª edición de la Volta a Cataluña. Se disputó en 5 etapas del 14 al 19 de septiembre de 1971 con un total de 1.034 km. El vencedor final fue el español Luis Ocaña del equipo Bic por delante de su compañero de equipo Bernard Labourdette y del español Domingo Perurena del Kas.
La segunda y quinta etapas estaban divididas en dos sectores. Había dos contrarrelojes, una por equipos en el prólogo de Calafell y otra individual en el segundo sector de la quinta etapa en Sabadell.
Hubo bonificaciones de 20, 10 i 4 segundos a los tres primeros de cada etapa, de 10, 6 y 3 segundos a los primeros en los altos de primera, segunda y tercera categoría respectivamente, y de 3, 2 y 1 segundos en los primeros de cada meta volante.

## Etapas
| Etapa   | Fecha            | Ciudades de etapa                    | km    | Vencedor de la etapa | Líder de la general  |
| ------- | ---------------- | ------------------------------------ | ----- | -------------------- | -------------------- |
| Prólogo | 14 de septiembre | Calafell - Calafell (CRE)            | 19,5  | Kas                  | Vicente López Carril |
| 1ª      | 15 de septiembre | Calafell – Tarragona                 | 162,9 | Domingo Perurena     | Domingo Perurena     |
| 2ª      | 16 de septiembre | Tarragona – Manresa                  | 214,7 | Domingo Perurena     | Domingo Perurena     |
| 3ª      | 17 de setembre   | Manresa – Puigcerdà                  | 243,1 | Jean-Claude Genty    | Bernard Labourdette  |
| 4ª      | 18 de septiembre | Alp - Santa Coloma de Gramenet       | 206,4 | Guido Reybrouck      | Bernard Labourdette  |
| 5ª A    | 19 de septiembre | Santa Coloma de Gramenet - Barcelona | 171,4 | Primo Mori           | Bernard Labourdette  |
| 5ª B    | 19 de septiembre | Sabadell – Sabadell (CRI)            | 16,5  | Luis Ocaña           | Luis Ocaña           |

### Prólogo[1]
14-09-1971: Calafell - Calafell, 19,5 km. (CRE):
|   | Pos.    | Equipo  | País    | Tiempo |
| - | ------- | ------- | ------- | ------ |
| 1 | Kas     | España  | 23' 12" |        |
| 2 | Filotex | Italia  | + 17"   |        |
| 3 | Bic     | Francia | + 19"   |        |

|   | Ciclista                      | Equipo | Tiempo |
| - | ----------------------------- | ------ | ------ |
| 1 | Vicente López Carril          | Kas    | -10"   |
| 2 | José Antonio González Linares | Kas    | m. t.  |
| 3 | Domingo Perurena              | Kas    | m. t.  |

### 1ª etapa[2]
15-09-1971: Calafell – Tarragona, 162,9:
|   | Ciclista         | Equipo    | Tiempo     |
| - | ---------------- | --------- | ---------- |
| 1 | Domingo Perurena | Kas       | 4h 21' 17" |
| 2 | Guido Reybrouck  | Salvarani | m. t.      |
| 3 | José Moreno      | La Casera | m. t.      |

|   | Ciclista         | Equipo    | Tiempo     |
| - | ---------------- | --------- | ---------- |
| 1 | Domingo Perurena | Kas       | 4h 20' 57" |
| 2 | Guido Reybrouck  | Salvarani | + 10"      |
| 3 | José Moreno      | La Casera | + 18"      |

### 2ª etapa[3]
16-09-1971: Tarragona – Manresa, 214,7 km.:
|   | Ciclista         | Equipo  | Tiempo     |
| - | ---------------- | ------- | ---------- |
| 1 | Domingo Perurena | Kas     | 3h 43' 31" |
| 2 | José Grande      | Werner  | m. t.      |
| 3 | Ugo Colombo      | Filotex | m. t.      |

|   | Ciclista            | Equipo | Tiempo      |
| - | ------------------- | ------ | ----------- |
| 1 | Domingo Perurena    | Kas    | 10h 23' 23" |
| 2 | José Grande         | Werner | + 25"       |
| 3 | Bernard Labourdette | Bic    | + 37"       |

### 3ª etapa[4]
'17-09-1971: Manresa – Puigcerdà, 243,1 km.:
|   | Ciclista            | Equipo | Tiempo     |
| - | ------------------- | ------ | ---------- |
| 1 | Jean-Claude Genty   | Bic    | 7h 10' 22" |
| 2 | Bernard Labourdette | Bic    | + 3' 07"   |
| 3 | Miguel Mari Lasa    | Kas    | + 4' 45"   |

|   | Ciclista            | Equipo  | Tiempo      |
| - | ------------------- | ------- | ----------- |
| 1 | Bernard Labourdette | Bic     | 17h 37' 08" |
| 2 | Domingo Perurena    | Kas     | + 22"       |
| 3 | Ugo Colombo         | Filotex | + 1' 04"    |

### 4ª etapa[5]
18-09-1971: Alp - Santa Coloma de Gramenet, 206,4 km.:
|   | Ciclista         | Equipo    | Tiempo     |
| - | ---------------- | --------- | ---------- |
| 1 | Guido Reybrouck  | Salvarani | 5h 08' 20" |
| 2 | Domingo Perurena | Kas       | m. t.      |
| 3 | Miguel Mari Lasa | Kas       | m. t.      |

|   | Ciclista            | Equipo | Tiempo      |
| - | ------------------- | ------ | ----------- |
| 1 | Bernard Labourdette | Bic    | 22h 45' 25" |
| 2 | Domingo Perurena    | Kas    | + 04"       |
| 3 | Eduardo Castelló    | Kas    | + 1' 04"    |

### 5ª etapa A[6]
19-09-1971: Santa Coloma de Gramenet - Barcelona, 171,4 km. :